# La Course à la mort de l'an 2050
Série Death Race
La Course à la mort de l'an 2000
(1975)
Pour plus de détails, voir Fiche technique et Distribution.
La Course à la mort de l'an 2050 (Roger Corman's Death Race 2050) est un film d'action américain et de satire politique réalisé par G.J. Echternkamp, sorti directement en vidéo en 2017. Il s'agit d'une suite du film La Course à la mort de l'an 2000 (1975) de Paul Bartel. Roger Corman, le producteur de ce film, a aussi produit le film de 1975.

## Résumé
En 2050, l'United Corporations of America est dirigée en maître par « Monsieur Président ». Un événement annuel appelé « La Course à la mort » est regardé par la quasi-totalité des habitants. Cette épreuve, où tous les coups sont permis, mêle course automobile, meurtre de participants et de civils, le tout retransmis à la télévision. Le gagnant remporte le titre suprême et le droit de voir un de ses souhaits exaucés. Le champion de cette course et favori de cette nouvelle édition est toujours Frankenstein — mi-homme mi-robot. À la fin de cette course, il espère pouvoir enfin tirer sa révérence et quitter ce système. Mais c'est sans compter sur les trahisons, attaques de résistants et de participants qui l'attendent cette année.

## Fiche technique
Sauf indication contraire, les informations mentionnées dans cette section peuvent être confirmées par la base de données cinématographiques IMDb,  présente dans la section « Liens externes ».
- Titre français : La Course à la mort de l'an 2050
- Titre original complet : Roger Corman's Death Race 2050
- Réalisation : G. J. Echternkamp
- Scénario : G. J. Echternkamp et Matt Yamashita, d'après le scénario original de Robert Thom et Charles B. Griffith, lui-même inspiré d'une nouvelle d'Ib Melchior
- Direction artistique : Fernando Gagliuffe
- Décors :
- Costumes :
- Photographie : Juan Durán
- Montage : Steve Ansell et G. J. Echternkamp
- Musique : Gunther Brown et Cindy Brown
- Production : Roger Corman, Julie Corman et Lisa Gooding
- Sociétés de production : Universal 1440 Entertainment
New Horizons Pictures
- Société de distribution : Universal Studios Home Entertainment
- Budget : n/a
- Pays d'origine :  États-Unis
- Langue originale : anglais
- Format : couleur -
- Genre : action, science-fiction, dystopie, satire politique
- Durée : 93 minutes
- Dates de sortie[1] :

 États-Unis,  France : 17 janvier 2017 vidéo

## Distribution
- Manu Bennett (VF : Gilles Morvan) : Frankenstein
- Malcolm McDowell (VF : Jean-Pierre Leroux) : le Président des États-Unis
- Marci Miller (VF : Olivia Nicosia) : Annie Sullivan
- Burt Grinstead (VF : Boris Rehlinger) : Jed Perfectus
- Folake Olowofoyeku : Minerva Jefferson
- Anessa Ramsey (VF : Armelle Gallaud) : Tammy
- Yancy Butler : Alexis Hamilton
- Charlie Farrell (VF : Emmanuel Curtil) : JB
- Shanna Olson (VF : Fily Keita) : Grace Tickle
- D. C. Douglas (VF : Bertrand Dingé) : A.B.E (voix)
- Sebastian Llosa : Steve
- Emilio Montero (VF : Nicolas Justamon) : Pablo Zapata
- Mark Doran : Norbert

## Production
Alors qu'un remake est sorti en 2008, le producteur Roger Corman a l'idée quelques années plus tard de faire une véritable suite à La Course à la mort de l'an 2000 (1975) de Paul Bartel. L'idée lui serait venu d'un journaliste italien lui faisant remarquer les similitudes entre Hunger Games et La Course à la mort de l'an 2000. Roger Corman contacte alors Universal Pictures qui a produit le remake Course à la mort (que Corman trouve par ailleurs trop dénué de commentaire politique). Rogert Corman déclare alors : « Vous avez fait un bon travail, mais vous avez ôté les meurtres de piétons et les thèmes de société en péril ».
Le tournage débute en février 2016. Il a lieu à au Pérou, notamment à Lima.

## Accueil
Sur l'agrégateur américain Rotten Tomatoes, il récolte 88% d'opinions favorables et une note moyenne de 6,8⁄10, mais pour seulement 8 critiques (le site ne donne donc pas de consensus global).
Chris Alexander du site ComingSoon.net décrit notamment le film comme « fort, criard, spasmodique, sadique, élégant, négligé, stupide et intelligent dans des mesures égales ».